# Arne Paus
Arne Paus (né le 2 mai 1943) est un peintre figuratif norvégien.

## Biographie
Paus a étudié de 1964 à 1966 avec Joseph Beuys à l'Académie des beaux-arts de Düsseldorf et de 1967 à 1970 avec Aage Storstein et Alf-Jørgen Aas à l'académie d'État à Oslo. C'est en 1966 qu'il a officiellement débuté. Des années 1960 à 1980, Arne Paus a réalisé plusieurs expositions avec Bjørn Fjell, Karl Erik Harr et Odd Nerdrum, sous le titre «Romantisme et réalisme».
Paus a exposé en Belgique, aux Pays-Bas et en Angleterre ainsi que dans plusieurs villes de Norvège.
Sa fille est la peintre Bodil Paus.